# 混合痔
混合痔（mixed hemorrhoid）俗称内外痔，是以同一方位的内、外痔静脉丛及其吻合枝同时曲张，通过齿线相互沟通吻合，形成一整体的静脉团。齿线以上部分被黏膜覆盖，为内痔部分；齿线以下被皮肤覆盖，为外痔部分。两部分互相沟通，肛门括约肌间沟消失，形成一个整体。